# Lijst van presentatoren van WNL
Dit is een lijst van presentatoren en presentatrices die bij WNL werken of gewerkt hebben.
Legenda
-  = Huidige presentatoren zijn voorzien van een oranje blokje.

## A
|  | Naam                   | Periode   | Programma (onder andere) | Opmerkingen |
|  | ---------------------- | --------- | --- | ----------- |
|  | Mats Akkerman          | 2025–0000 | Televisie: Café Kockelmann (NPO 2, politiek verslaggever), Goedemorgen Nederland (NPO 1, politiek verslaggever), Goedenavond Nederland (NPO 1, politiek verslaggever) |             |
|  | Yoeri Albrecht         | 2021      | Radio: Het grote werk- en ondernemersdebat (NPO Radio 1) |             |
|  | Vivienne van den Assem | 2016–2018 | Televisie: Goedemorgen Nederland (NPO 1) |             |

## B
|  | Naam                   | Periode   | Programma (onder andere)                                                                                    | Opmerkingen |
|  | ---------------------- | --------- | --- | ----------- |
|  | Michiel Bicker Caarten | 2010      | Televisie: Uitgesproken (NPO 2)                                                                             |             |
|  | Carolien Borgers       | 2017–2020 | Radio: ’t Wordt Nu Laat (NPO Radio 2)                                                                       |             |
|  | Kiki Bosman            | 2025–0000 | Televisie: Goedenavond Nederland (NPO 1, verslaggever)                                                      |             |
|  | Jill Bleiksloot        | 2017–0000 | Televisie: Goedemorgen Nederland (NPO 1), Hufterproef (NPO 3), Stand van Nederland (NPO 2)                  |             |
|  | Arend Jan Boekestijn   | 2017      | Radio: Weg van de wereld (NPO Radio 1)                                                                      |             |
|  | Evelien de Bruijn      | 2015–2019 | Radio: ’t Wordt Nu Laat (NPO Radio 2)                                                                       |             |
|  | Leonie ter Braak       | 2012–2017 | Televisie: Goedemorgen Nederland (NPO 1), Half 8 live! (NPO 3), Hufterproef (NPO 3), Vandaag de dag (NPO 1) |             |

## D
|  | Naam             | Periode | Programma (onder andere)              | Opmerkingen |
|  | ---------------- | ------- | ------------------------------------- | ----------- |
|  | Kimberley Dekker | 2021    | Radio: 't Wordt nu Laat (NPO Radio 2) |             |

## E
|  | Naam             | Periode   | Programma (onder andere)                                                                                          | Opmerkingen |
|  | ---------------- | --------- | --- | ----------- |
|  | Joost Eerdmans   | 2011–2013 | Radio: Avondspits (NPO Radio 1) Televisie: Uitgesproken (NPO 2)                                                   |             |
|  | Kristel van Eijk | 2013–2015 | Radio: WNL op Zaterdag (NPO Radio 1), Zo’n Zondag (NPO Radio 2) Televisie: Vandaag de dag (NPO 1)                 |             |
|  | Fidan Ekiz       | 2021–0000 | Radio: In De Kantine (NPO Radio 1) Televisie: Op1 (NPO 1), Op de Barricade (NPO 1), Goedemorgen Nederland (NPO 1) |             |

## F
|  | Naam                         | Periode | Programma (onder andere)            | Opmerkingen |
|  | ---------------------------- | ------- | ----------------------------------- | ----------- |
|  | John Fentener van Vlissingen | 2015    | Televisie: Allemaal Familie (NPO 1) |             |

## G
|  | Naam                 | Periode   | Programma (onder andere) | Opmerkingen |
|  | -------------------- | --------- | --- | ----------- |
|  | Thomas van Groningen | 2022–2025 | Radio: Sven op 1 (NPO Radio 1, invaller) Televisie: Op1 (NPO 1, verslaggever/duider/invalpresentator), Café Kockelmann (NPO 2, verslaggever/duider) |             |

## H
|  | Naam           | Periode   | Programma (onder andere)                                                                             | Opmerkingen |
|  | -------------- | --------- | --- | ----------- |
|  | Sam Hagens     | 2025–0000 | Televisie: Goedemorgen Nederland (NPO 1), Goedenavond Nederland (NPO 1), Stand van Nederland (NPO 2) |             |
|  | Wieger Hemmer  | 2021–0000 | Radio: In De Kantine (NPO Radio 1) Televisie: Goedemorgen Nederland (NPO 1)                          |             |
|  | Nikki Herr     | 2017–2022 | Radio: ’t Wordt Nu Laat (NPO Radio 2) Televisie: Goedemorgen Nederland (NPO 1), Haagse Lobby (NPO 2) |             |
|  | Marisa Heutink | 2014–2018 | Radio: Zo’n Zondag (NPO Radio 2)                                                                     |             |

## J
|  | Naam        | Periode   | Programma (onder andere)                                       | Opmerkingen |
|  | ----------- | --------- | -------------------------------------------------------------- | ----------- |
|  | Paul Jansen | 2013–2014 | Televisie: Vandaag de dag (NPO 1), WNL op Zondag (NPO 1)       |             |
|  | Eva Jinek   | 2011–2013 | Televisie: Eva Jinek op Zondag (NPO 1), Vandaag de dag (NPO 1) |             |

## K
|  | Naam             | Periode   | Programma (onder andere)                                                           | Opmerkingen |
|  | ---------------- | --------- | ---------------------------------------------------------------------------------- | ----------- |
|  | Jort Kelder      | 2020–0000 | Televisie: Dragons' Den, Op1                                                       |             |
|  | Sven Kockelmann  | 2021–0000 | Radio: Sven op 1 (NPO Radio 1) Televisie: Op1 (NPO 1), Café Kockelmann (NPO 2)     |             |
|  | Tanja Kok        | 2023–0000 | Televisie: Goedemorgen Nederland (NPO 1), Stand van Nederland (NPO 2)              | [ 1 ]       |
|  | Kasper Kooij     | 2010–2014 | Radio: Avondspits (NPO Radio 1), High Tea (NPO Radio 2), Hotel Kooij (NPO Radio 2) |             |
|  | Jeanne Kooijmans | 2010–2011 | Radio: Avondspits (NPO Radio 1), High Tea (NPO Radio 2)                            |             |
|  | Mark Koster      | 2019–2021 | Radio: Mark & Margreets Weekend (NPO Radio 1)                                      |             |

## L
|  | Naam              | Periode   | Programma (onder andere)                                                             | Opmerkingen |
|  | ----------------- | --------- | ------------------------------------------------------------------------------------ | ----------- |
|  | Frank van Leeuwen | 2022–0000 | Radio: Missie In Spijkerbroek (NPO Radio 1) Televisie: Goedemorgen Nederland (NPO 1) |             |

## M
|  | Naam               | Periode   | Programma (onder andere)                                         | Opmerkingen |
|  | ------------------ | --------- | ---------------------------------------------------------------- | ----------- |
|  | Hans Jaap Melissen | 2021      | Radio: Iedere Steen heeft een Gezicht (NPO Radio 1)              |             |
|  | Martijn Middel     | 2011–2014 | Radio: Nu Al Wakker (NPO Radio 1)                                |             |
|  | Roos Moggré        | 2014–2018 | Televisie: Goedemorgen Nederland (NPO 1), Vandaag de dag (NPO 1) |             |

## N
|  | Naam               | Periode   | Programma (onder andere)                                                                                     | Opmerkingen |
|  | ------------------ | --------- | --- | ----------- |
|  | Bastiaan Nagtegaal | 2010–2011 | Radio: Nog Steeds Wakker (NPO Radio 1), Nu Al Wakker Nederland (NPO Radio 1)                                 |             |
|  | Rick Nieman        | 2015–0000 | Televisie: Haagse Lobby (NPO 2), Langs Romeinse Wegen (NPO 2), Misdaadcollege (NPO 1), WNL Op Zondag (NPO 1) |             |

## P
|  | Naam                   | Periode | Programma (onder andere)              | Opmerkingen |
|  | ---------------------- | ------- | ------------------------------------- | ----------- |
|  | Toine van Peperstraten | 2019    | Radio: 't Wordt Nu Laat (NPO Radio 2) |             |

## R
|  | Naam           | Periode   | Programma (onder andere)                                              | Opmerkingen |
|  | -------------- | --------- | --------------------------------------------------------------------- | ----------- |
|  | Nejifi Ramirez | 2023–0000 | Televisie: Goedemorgen Nederland (NPO 1), Stand van Nederland (NPO 2) | [ 1 ]       |

## S
|  | Naam                    | Periode   | Programma (onder andere) | Opmerkingen |
|  | ----------------------- | --------- | --- | ----------- |
|  | Sander Schimmelpenninck | 2018–2020 | Televisie: De Opvolgers (NPO 1), Dragons' Den (NPO 1), Op1 (NPO 1) |             |
|  | Sandra Schuurhof        | 2013–2014 | Televisie: WNL op Zondag (NPO 1) |             |
|  | Menen Seijkens          | 2024–0000 | Televisie: Stand van Nederland (NPO 2), Brandmerk: Kind van een gedetineerde (NPO 3) |             |
|  | Welmoed Sijtsma         | 2018–0000 | Radio: ’t Wordt Nu Laat (NPO Radio 2), Het Grote Nationale Woondebat (NPO Radio 1) Televisie: Goedemorgen Nederland (NPO 1), Op de vrouw af! (NPO 1), Op1 (NPO 1), De Bodyguard (NPO 3), Welmoed en de Sexfakes (NPO 3), Redding na de Ramp (NPO 1), Goedenavond Nederland (NPO 1) |             |
|  | Margreet Spijker        | 2014–2024 | Radio: Mark & Margreets Weekend (NPO Radio 1), WNL op Zaterdag (NPO Radio 1) Televisie: Stand van Nederland (NPO 2), Ons Goeie Geld (NPO 2), WNL Opiniemakers (NPO 2), WNL op Zondag (NPO 1)                                                                                       |             |
|  | Ardy Stemerding         | 2010–2011 | Televisie: Ochtendspits (NPO 1), Vandaag de dag (NPO 1) |             |
|  | Raquel Schilder         | 2020–2023 | Televisie: Stand van Nederland (NPO 2), Goedemorgen Nederland (NPO 1) | [ 2 ]       |

## T
|  | Naam             | Periode   | Programma (onder andere) | Opmerkingen |
|  | ---------------- | --------- | --- | ----------- |
|  | Maaike Timmerman | 2011–2024 | Radio: Van Oud naar Nieuw (NPO Radio 1), ’t Wordt Nu Laat (NPO Radio 2), Het grote werk- en ondernemersdebat (NPO Radio 1), Het jaar van... (NPO Radio 1), Het Misdaadbureau (NPO Radio 1) Televisie: De zaak van je leven (NPO 2), Goedemorgen Nederland (NPO 1), Vandaag de dag (NPO 1), Stand van Nederland (NPO 2), Op1 (NPO 1) |             |

## V
|  | Naam             | Periode   | Programma (onder andere)                                                                                              | Opmerkingen |
|  | ---------------- | --------- | --- | ----------- |
|  | Tessa van Viegen | 2025–0000 | Televisie: Goedemorgen Nederland (NPO 1, politiek verslaggever), Goedenavond Nederland (NPO 1, politiek verslaggever) |             |
|  | Josse de Voogd   | 2023      | Televisie: Aangehaakt (NPO 2)                                                                                         |             |
|  | Simon Vuyk       | 2022      | Televisie: Spreek! Nu! (NPO 1), Vertrouwelijk! (NPO 1)                                                                |             |

## W
|  | Naam             | Periode   | Programma (onder andere) | Opmerkingen |
|  | ---------------- | --------- | --- | ----------- |
|  | Lisette Wellens  | 2017–0000 | Radio: 't Wordt Nu Laat (NPO Radio 2), Van Oud naar Nieuw (NPO Radio 1) Televisie: Goedemorgen Nederland (NPO 1), Stand van Nederland (NPO 2) |             |
|  | Merel Westrik    | 2011–2014 | Televisie: Half 8 live! (NPO 3), Vandaag de dag (NPO 1)                                                                                       |             |
|  | Rob de Wijk      | 2017      | Radio: Weg van de wereld (NPO Radio 1) |             |
|  | Janneke Willemse | 2013–2015 | Televisie: WNL op Zondag |             |